# Élie Bayol
Pour les articles homonymes, voir Bayol.
Élie Marcel Bayol  est un coureur automobile français, né le 28 février 1914 à Marseille et mort le 25 mai 1995 à La Ciotat.

## Biographie
Il commence la carrière en Formule 2 et courses de côte au début des années 1950, son meilleur résultat étant une quatrième place sur le Circuit de Cadours. En 1953, il est encore quatrième à Pau et il réussit la pole position à Albi.
Il a participé à huit Grands Prix comptant pour le championnat du monde de Formule 1 en cinq ans, débutant le 7 septembre 1952 au Grand Prix d'Italie sur le circuit de Monza. En 1953, il gagne le Circuit du Lac d'Aix-les-Bains sur O.S.C.A. 20 (en Formule 2). Après deux ans avec l'écurie O.S.C.A., il rejoint l'écurie Gordini en 1954 avec Jean Behra. Il inscrit deux points en championnat du monde grâce à sa cinquième place au Grand Prix d'Argentine 1954 sur le Circuit Oscar Alfredo Galvez à Buenos Aires. Il a également disputé  vingt-cinq courses hors championnats, finissant quatrième à Pau.
Il se lance, en parallèle de la monoplace, dans des courses de voitures de sport et d'endurance. Il termine ainsi troisième du GP de Nîmes Sport en 1954, sur D.B. 750, puis cinquième des 1 000 kilomètres de Buenos Aires avec Harry Schell sur Gordini T24S en 1955. Il participe encore à cinq épreuves des 24 Heures du Mans de 1950 à 1954, se blessant sérieusement à la tête pendant les essais de l'édition 1955.
En 1956, il fait encore quelques apparitions, à Monaco, Supercortemaggiore, et aux 12 Heures de Reims notamment (6e), puis il disparaît du monde des courses après le Grand Prix de Silverstone de Formule 2 au mois de juillet, pour se consacrer à son entreprise dans le commerce automobile.

## Résultats complets en Championnat du monde de Formule 1
| Saison | Écurie         | Châssis | Moteur              | Pneus     | GP disputés | Points inscrits | Classement |
| ------ | -------------- | ------- | ------------------- | --------- | ----------- | --------------- | ---------- |
| 1952   | Élie Bayol     | OSCA 20 | O.S.C.A. 6 en ligne | Pirelli   | 1           | 0               | n.c.       |
| 1953   | Élie Bayol     | OSCA 20 | O.S.C.A. 6 en ligne | Pirelli   | 2           | 0               | n.c.       |
| 1954   | Équipe Gordini | T16     | Gordini 6 en ligne  | Englebert | 1           | 2               | 18e        |
| 1955   | Équipe Gordini | T16     | Gordini 6 en ligne  | Englebert | 2           | 0               | n.c.       |
| 1956   | Équipe Gordini | T32     | Gordini 8 en ligne  | Englebert | 1           | 0               | n.c.       |

## Résultats aux 24 Heures du Mans
| Année | Écurie                          | Châssis            | Moteur              | Classement |
| ----- | ------------------------------- | ------------------ | ------------------- | ---------- |
| 1950  | Automobiles Deutsch et Bonnet   | DB Tank            | Panhard 0.6L Flat-2 | 23e        |
| 1951  | Automobiles Deutsch et Bonnet   | DB                 | Panhard 0.9L Flat-2 | 21e        |
| 1952  | Automobiles Deutsch et Bonnet   | DB                 | Panhard 0.7 Flat-2  | abandon    |
| 1953  | Automobiles Talbot-Darracq S.A. | Talbot-Lago T26 GS | Talbot-Lago 4.5L I6 | abandon    |
| 1954  | Automobiles Deutsch et Bonnet   | DB HBR             | Panhard 0.7L Flat-2 | 10e        |